# Samsu-iluna

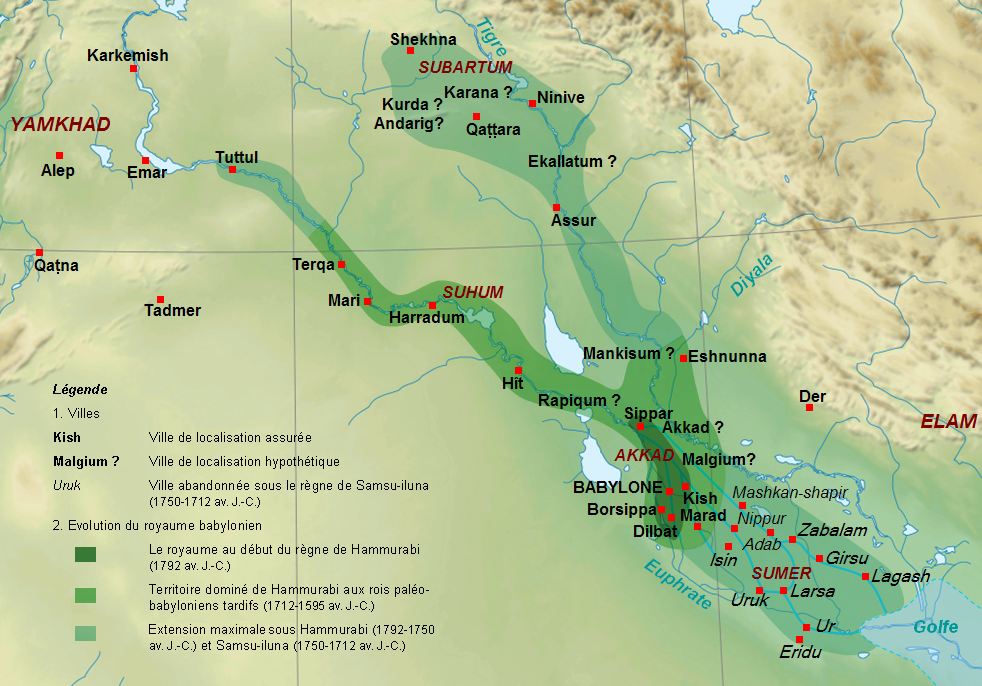
L'extension du royaume babylonien sous le règne de Hammurabi, Samsu-iluna et leurs successeurs.

Samsu-iluna fut roi de Babylone, qui a régné de 1749 à 1712 av. J.-C. Il succède à son père Hammurabi, et hérite donc d'un empire dominant la majeure partie de la Mésopotamie. Son règne est cependant traversé par plusieurs crises, en particulier dans la partie sud de son royaume, dans l'ancien pays de Sumer, qui est secoué par plusieurs révoltes, puis dont les grandes villes se vident de leurs habitants à partir de son règne. Samusu-iluna a également mené plusieurs campagnes dans le nord de la Mésopotamie, où il rencontre plus de succès, mais où la domination babylonienne ne s'implante généralement pas de façon durable.

## Début de règne
Fils d'Hammurabi, Samsu-iluna succède à son père à sa mort, qui survient dans le courant de l'année 1750 av. J.-C./1749 av. J.-C. Un texte permet de dater assez précisément le début de son règne dans le calendrier mésopotamien, au dixième jour du cinquième mois de l'année (qui est aussi bien la quarante-troisième année de règne de Hammurabi que la première de Samsu-iluna). Une lettre semble du reste indiquer que Hammurabi est mort d'une maladie, et que Samsu-iluna a un temps exercé la régence avant sa montée sur le trône,.
Les premières années de règne de Samsu-iluna sont mal connues : ses noms d'années 1 à 8 mentionnent un édit de rémission des dettes au début de son règne (fait habituel à l'époque), puis des actes pieux et des aménagements de canaux d'irrigation. Il proclame un second édit de rémission des dettes dans sa huitième année de règne, ce qui est inhabituel, et indique qu'une crise économique frappe son royaume.

## Les révoltes et le déclin du sud
Les années 1742-1740 voient le royaume babylonien être secoué par d'importantes convulsions dans sa partie méridionale, qui correspond à l'ancien royaume de Larsa, conquis en 1763 par Hammurabi. 
Une révolte survient, conduite par un certain Rim-Sin (II), qui reprend le nom du dernier roi de Larsa et a donc pour projet de restaurer son royaume. Il parvient à dominer plusieurs villes majeures : Ur, Nippur, Lagash, Bad-Tibira, puis s'établit à Kesh. Les conditions semblent difficiles, notamment marquées par la famine.
Une autre révolte embrase une cité méridionale importante, Uruk, conduite par un certain Rim-Anum. Des textes mis au jour dans cette cité indiquent que la situation est encore plus complexe puisque d'autres groupes rebelles sont actifs. Rim-Anum semble avoir été allié à ceux-ci et à Rim-Sin, mais il les aurait trahis au profit de Samsu-iluna.
La situation du royaume babylonien est également perturbée par une invasion de groupes Kassites, venue cette fois-ci depuis le nord, et une autre révolte au nord-est dans une autre ancienne capitale de royaume conquise par Hammurabi, Eshnunna, où le chef rebelle est nommé Iluni.
Quoi qu'il en soit, les noms des onzième et dixième années de règne de Samsu-iluna (1741-1740) indiquent que le roi a défait et éliminé les différents groupes rebelles, dont Rim-Sin et Rim-Anum, puis dans les années qui suivent la pacification se poursuit par la destruction des murailles d'Ur et d'Uruk. Les noms d'années suivantes mentionnent d'autres campagnes militaires face à des révoltes, cette fois-ci dans la partie nord de la Babylonie.
Si la situation est apaisée sur le plan militaire dans la partie sud du royaume, en revanche les conditions économiques semblent plus compliquées que jamais après la fin des conflits. Les tablettes mises au jour sur les sites d'Ur, Larsa et Bad-Tibira ne vont pas au-delà de la dixième année de règne de Samsu-iluna (1739). D'autres textes indiquent qu'il y a eu une migration de populations depuis Uruk et Larsa vers des villes du nord (Kish, Babylone), notamment des élites religieuses qui y transfèrent les traditions rituelles et littéraires sumériennes. L'archéologie indique qu'une longue période de désertion voire d'abandon total des grandes villes du Sud débute à ce moment-là, et ce pour plusieurs siècles. Les causes derrière ce déclin de l'ancien pays de Sumer sont discutées : les conséquences de la répression des révoltes, divers problèmes environnementaux, peut-être aussi le déplacement des populations vers de plus petits sites qui ont jusqu'à présent échappé aux recherches archéologiques,,.
Les abandons de sites méridionaux se poursuivent par la suite : les textes d'Isin, de Nippur et de Lagaba ne vont pas au-delà de 1720-21. Les cultes de ces cités sont à leur tour transférés plus au nord. Une nouvelle entité politique, le Pays de la Mer, se constitue à partir de ce moment dans cette région, et se développe durant les décennies suivantes, essentiellement en dehors des centres urbains traditionnels désertés. Selon une source plus tardive, le premier roi du Pays de la Mer, Ilumma-ili, aurait infligé une défaite à Samsu-iluna.

## Les tentatives d'expansion au nord
Un troisième édit de rémission des dettes est proclamé en l'an 17 du règne de Samsu-iluna, ce qui indique que les difficultés économiques persistent. Plusieurs grands travaux sont conduits, notamment la restauration des murailles d'Isin, de Sippar, et les autres années commémorent des actes pieux. Peut-être s'agit-il du reflet d'une politique de consolidation du cœur du royaume, mais la rareté des sources ne permet pas d'aller plus loin. Les difficultés et la perte du Sud semblent surtout avoir entraîné un revirement de la politique militaire babylonienne, qui se porte dans les années suivantes dans l'autre direction, vers les contrées du Nord, déjà en grande partie soumises à l'époque de Hammurabi, mais sans doute pas fermement tenues,.
Dans l'ordre chronologique, la première campagne de cette nouvelle phase du règne de Samsu-iluna est dirigée contre la vallée de la Diyala (le pays de Warum) et sa ville majeure, Eshnunna (1731). Le roi y érige une forteresse à son nom, « Fort Samsu-iluna » (Dur Samsu-iluna), identifiée sur le site de Khafadje. Mais les traces d'une domination babylonienne sur la Diyala ne s'étalent que sur quelques années, ce qui semblerait indiquer une domination brève,.
Dans ces mêmes années, Samsu-iluna dirige des expéditions vers la Haute Mésopotamie, jusque dans la région du Khabur, que son père n'avait apparemment pas atteinte et qui était passée dans l'orbite de la principale puissance syrienne, le royaume d'Alep (Yamhad). Il s'empare notamment de la ville de Shekhna/Shubat-Enlil (Tell Leilan), qui est détruite. Mais là aussi cela ne semble pas se traduire par une domination durable.
Les troupes babyloniennes se rendent également dans la région des rives de l'Euphrate, à l'emplacement de l'ancien royaume de Mari détruit par Hammurabi, où est apparu un nouvel État indépendant, le pays de Hana, peut-être centré sur Terqa. Durant les temps troubles de la première partie de son règne Samsu-iluna avait perdu le contrôle de Harradum (Khirbet ed-Diniye), une forteresse importante pour le contrôle du cours de l'Euphrate en amont de la Babylonie. Les textes trouvés sur place indiquent qu'il reprend pied au plus tard en 1724 (an 26 de son règne), puis il conduit d'autres expéditions dans la région, entreprend des travaux dans la ville de Saggaratum, située plus en amont, ce qui indique que Babylone a alors pris le contrôle du cœur du pays de Hana. Elle y reste implantée durant le reste du règne de Samsu-iluna.

## Fin de règne
Les dernières années du règne de Samsu-iluna sont essentiellement connues par ses noms d'années. Il commémore la restauration d'un palais royal, sans doute celui de Babylone, de nouvelles victoires militaires, dans la région de Moyen-Euphrate et apparemment dans le Zagros occidental
Samsu-iluna meurt vers 1712 av. J.-C., et son fils Abi-eshuh lui succède.